# Nørre Galten-Vissing Kommune
Galten-Vissing Kommune (eller Nørre Galten-Vissing Kommune) var en landkommune som eksisterede fra 1842 til 1966. Der var en sognekommune som bestod af Nørre Galten Sogn og Vissing Sogn. Per 1. april 1966 blev kommunen lagt sammen med Ødum-Hadbjerg Kommune og Lyngå Kommune til Hadsten Kommune.